# Gornje Rovišće
Gornje Rovišće is een plaats in de gemeente Rovišće in de Kroatische provincie Bjelovar-Bilogora. De plaats telt 117 inwoners (2001).